# Уэджвуд, Камилла
Камилла Хильдегард Уэджвуд (англ. Camilla Hildegarde Wedgwood; 25 марта 1901, Ньюкасл-апон-Тайн — 17 мая 1955, Сидней) — британский и австралийский антрополог. Дочь политика Джозайи Уэджвуда IV, прапраправнучка Джозайи Уэджвуда, основателя знаменитого керамического производства Веджвуд.

## Биография
Училась в лондонском Бедфорд-колледже у Бронислава Малиновского, затем окончила Ньюнэм-колледж в составе Кембриджского университета, где её руководителем был А. К. Хэддон. Окончив курс, вернулась в Бедфорд-колледж как преподаватель.
С 1927 года преподавала в Сиднейском университете (с перерывом в 1930—1932 годах, когда после курса лекций в Кейптаунском университете вернулась в Англию и в течение двух лет была личным помощником Малиновского, а также преподавала в Лондонской школе экономики). Подготовила к печати материал полевых дневников Бернарда Дикона, исследовавшего население острова Малекула (1934). Появление этой книги («Малекула: исчезающий народ Новых Гебрид») вызвало судебный процесс, поскольку в ходе работы Уэджвуд по ошибке приписала Дикону некоторые полевые записи его предшественника на Малекуле Джона Лэйярда. В 1932—1934 годах вела полевую антропологическую работу на острове Манам, затем на острове Науру, и до 1938 года продолжала публиковать описания различных аспектов жизни островитян в научной периодике.
В 1935—1944 годах — директор женского колледжа в составе Сиднейского университета. Занималась также различными благотворительными проектами, боролась за права прибывающих в Австралию беженцев от нацизма. В январе 1944 года поступила на армейскую службу как подполковник медицинской службы, одновременно с вопросами медицинской помощи занималась изучением образовательных и административных структур Папуа — Новой Гвинеи. Демобилизовавшись в 1946 году, до конца жизни работала в Австралийской школе тихоокеанского управления (англ. Australian School of Pacific Administration), готовившей управленческие кадры для Тихоокеанского региона.
Просветительская брошюра Уэджвуд «Мухи ваш враг» (англ. Flies are your enemy) была напечатана в переводе на многие малые языки тихоокеанского региона, в том числе на трукский, понпейский и некоторые папуасские.
Умерла от рака лёгких, вызванного многолетним курением.